# 妮科尔·阿罗尔德
妮科尔·阿罗尔德（英語：Nicole Arrold，1981年11月7日—），澳大利亚女子曲棍球运动员。她曾代表澳大利亚参加2006年和2010年英联邦运动会曲棍球比赛，获得二枚金牌。她也曾参加2004年和2008年夏季奥运会。